# Elisa Mevius
Elisa Mevius (Rendsburg, 23 de abril de 2004) é uma jogadora de basquete alemã.

## Carreira
Mevius aprendeu basquete na BBC Rendsburg, seu primeiro treinador foi sua mãe Antje Mevius-König.
Em 2019, ela se mudou para o internato de basquete de meio período em Grünberg, no centro de Hesse, e a partir de então jogou pelo Bender Baskets Grünberg na 2ª Bundesliga e por um sindicato central de Hesse na liga feminina de basquete juvenil.
No jogo 3 contra 3, ela se sagrou campeã alemã sub-18 em 2021 e recebeu o prêmio de melhor jogadora da fase final. Em 2022 ela repetiu o título do campeonato alemão sub-18 em 3 contra 3.
Em 2022, Mevius começou a estudar psicologia no Siena College, no estado de Nova York, e foi membro do time de basquete da universidade até 2024. Ela foi nomeada a melhor defensora da Metro Atlantic Athletic Conference na temporada 2023-24. Com uma média de 4,5 vitórias de bola por jogo, o alemão ficou em segundo lugar em toda a primeira divisão da NCAA em 2023/24. No final de março de 2024, a Universidade de Oregon anunciou o compromisso de Mevius para a temporada 2024/25.
Nos Jogos Olímpicos de Verão de 2024, em Paris, conquistou a medalha de ouro no torneio feminino do basquetebol 3x3, após vencer na final confronto contra a equipe espanhola por 17–16, ao lado de Marie Reichert, Sonja Greinacher e Svenja Brunckhorst.